# Epierus smaragdinus
Epierus smaragdinus är en skalbaggsart som beskrevs av Sylvain Auguste de Marseul 1862. Epierus smaragdinus ingår i släktet Epierus och familjen stumpbaggar. Inga underarter finns listade i Catalogue of Life.